# Evgheni Oneghin
Evgheni Oneghin (rusă Евгений Онегин) este un roman în versuri al scriitorului rus Aleksandr Pușkin, scris între 1823-1831.
Pușkin și-a început romanul la 9 mai 1823 și a lucrat la el mai bine de 8 ani. La 4 noiembrie 1823, Pușkin îl scria de la Odesa, lui Viazemski: În privința ocupațiilor mele, eu nu scriu acum pur și simplu un roman, ci un roman în versuri - ceea ce este o diferență ca de la cer la pămât.”
Evgheni Oneghin cuprinde numeroase elemente autobiografice și aspecte din viața și istoria poporului rus. Criticul rus Vissarion Belinski spunea despre romanul lui Pușkin: „Este o enciclopedie a vieții rusești și o operă în cel mai înalt grad națională.” Evgheni Oneghin, eroul romanului, are o bogata experiență mondenă și viața a făcut din el un blazat, retras la țară, dezgustat de oameni. 
Pușkin evidențiază una dintre trăsăturile acestei lucrări: romanul este, parcă, "deschis" în timp (fiecare capitol ar putea fi ultimul, dar poate avea și o continuare), atrăgând astfel atenția cititorilor asupra independenței și integrității fiecărui capitol.

## Notă
1. ↑  Istoria creației lui Eugene Onegin.